# Neeskens Kebano
Neeskens Kebano (Montereau-Fault-Yonne, 10 marzo 1992) è un calciatore francese naturalizzato congolese (Repubblica Democratica del Congo), centrocampista dell'Al-Jazira.

## Carriera

### Nazionale
Ha partecipato alla Coppa d'Africa nel 2015 e nel 2017.

## Palmarès

### Club

#### Competizioni nazionali
- Campionato inglese di seconda divisione: 1

Fulham: 2021-2022
- Coppa di Lega emiratina: 1

Al-Jazira: 2024-2025